# "Weird Al" Yankovic
Alfred Matthew (Weird Al) Yankovic (Downey, 23 oktober 1959) is een Amerikaans muzikant.
Hij staat vooral bekend om zijn parodieën op bekende top 40-hits, hoewel deze slechts ongeveer de helft van de liederen op zijn albums beslaan. De andere helft wordt gevormd door liederen waarvan zowel de teksten als de muziek zelf geschreven zijn, doch vaak 'geïnspireerd' door de muziek van anderen: zogenaamde stijl-parodieën. Hij heeft in zijn carrière inmiddels meer dan 12 miljoen albums verkocht, meer dan 150 nummers opgenomen, en meer dan 1000 live-voorstellingen gegeven. In 2018 kreeg hij een ster op de Hollywood Walk of Fame. Vanwege zijn bekendheid als artiest heeft hij ook al meerdere gastrollen gehad in films en televisieseries.

## Biografie
Yankovic is het enige kind van Louis Yankovic en Mary Elizabeth. Hij werd geboren in Downey en groeide op in Lynwood. Zijn interesse in muziek ontstond toen hij op zijn zesde accordeon leerde spelen via een aanbod van de lokale muziekschool. Yankovic volgde drie jaar lang lessen aan deze muziekschool, alvorens zelf verder te leren. In de jaren 70 was Yankovic groot fan van Elton John. Ook artiesten als Tom Lehrer, Stan Freberg, Spike Jones, Allan Sherman, Shel Silverstein en Frank Zappa zouden volgens Yankovic hebben bijgedragen aan zijn keuze om musicus te worden. Voor hij zijn muziekcarrière begon, studeerde Yankovic architectuur aan de California Polytechnic State University.
Yankovic verkreeg zijn eerste lokale bekendheid als artiest via een radioprogramma genaamd “Dr. Demento’s radio show”, waar hij als 16-jarige reeds zijn accordeonmuziek mocht laten horen. In het laatste jaar van zijn studie aan de universiteit was hij diskjockey van het campusradiostation KCPR. Op 14 september 1980 was Yankovic te gast bij de Dr. Demento Show, waar hij zijn lied Another One Rides the Bus (een parodie op Another One Bites the Dust) ten gehore bracht. Het optreden werd een groot succes en Yankovic mocht het lied ook ten gehore brengen tijdens The Tomorrow Show. Dit was zijn eerste televisieoptreden, en betekende een start van zijn professionele carrière. Hij vormde in 1982 een eigen band samen met Steve Jay, John Schwartz en Jim West. Samen waren ze de openingsact bij een concert van Missing Persons.
Yankovic’ eerste album kwam uit in 1983 bij Scotti Bros. In 1984 haalde zijn lied Eat It, een parodie op Michael Jacksons Beat It, de 12e plaats in de Billboard Hot 100. Dit was lange tijd de hoogste positie die een van Yankovic’ nummers ooit wist te bereiken, tot in oktober 2006 zijn lied White & Nerdy de negende plaats wist te halen. In 1987 waren Yankovic en zijn band de openingsact van The Monkees.
Zijn carrière breidde zich al snel uit naar andere media. In 1985 schreef Yankovic mee aan een mockumentary over zijn eigen leven getiteld The Compleat Al. In 1989 speelde hij de hoofdrol in de film UHF.
In 1992 besloot hij veganist te worden naar aanleiding van het boek Diet for a New America. In 1998 besloot hij zijn uiterlijk te veranderen om zo een nieuw imago voor zichzelf te creëren. Zo onderging hij oogchirurgie om zijn myopie te verhelpen, schoor hij zijn snor af, en liet hij zijn haar lang groeien.
Op 10 februari 2001 trouwde Yankovic met Suzanne Krajewski. Op 11 februari 2003 werd hun dochter Nina geboren. Op 9 april 2004 werden zijn ouders dood aangetroffen in hun huis, mogelijk als gevolg van een koolmonoxidevergiftiging. Ondanks het nieuws van hun dood liet Yankovic een gepland concert van die dag gewoon doorgaan, daar volgens hem zijn muziek veel van zijn fans door lastige tijden had geholpen, en hopelijk hetzelfde kon doen voor hem.

## Muziek
Yankovic is bij het grote publiek het meest bekend van zijn parodieën. De muziek is vrijwel hetzelfde (of in een polkajasje gestoken), maar de teksten zijn satirisch. Bekende werken zijn bijvoorbeeld Fat naar Michael Jacksons Bad en Amish Paradise naar Coolio's Gangsta's Paradise. In de laatste wordt de samenleving van de Amerikaanse geloofsgemeenschap Amish op de hak genomen.
Yankovic vraagt echter wel altijd de artiest van het originele nummer toestemming zijn/haar lied te mogen parodiëren, ondanks het feit dat dit volgens de Amerikaanse wet officieel niet hoeft vanwege de fair use-regeling. Dit om, volgens eigen zeggen, andere artiesten niet tegen zich in het harnas te jagen. Mede door deze houding werken de originele artiesten soms zelfs mee aan de parodie. Zo leende Michael Jackson de set van de videoclip van Bad uit aan Yankovic voor zijn videoclip van Fat en verzorgde Mark Knopfler zelf het gitaarspel voor Yankovic’ parodie van Money For Nothing. Verschillende artiesten beschouwen het als een eer als Yankovic hun lied wil parodiëren. Dave Grohl van de band Nirvana gaf bijvoorbeeld aan dat hij wist dat zijn band het gemaakt had toen Yankovic hun lied Smells Like Teen Spirit parodieerde.
Er zijn echter ook gevallen waarin de artiest in kwestie Yankovic geen toestemming gaf. Zo heeft Yankovic bijvoorbeeld al meerdere keren tevergeefs geprobeerd toestemming te krijgen van Prince om een van zijn nummers te parodiëren. Ook Paul McCartney en Jimmy Page, die beide fan zijn van Yankovic, wilden toch liever niet dat Yankovic een van hun nummers zou parodiëren.
Naast top 40-nummers parodieert Yankovic ook geregeld films. Zo bezingt hij in zijn lied The Saga Begins (op de melodie van American Pie) de volledige plot van Star Wars: Episode I: The Phantom Menace.

## Discografie

### Reguliere albums
- "Weird Al" Yankovic (26 april 1983)
- "Weird Al" Yankovic In 3-D (28 februari 1984)
- Dare To Be Stupid (18 juni 1985)
- Polka Party! (21 oktober 1986)
- Even Worse (12 april 1988)
- UHF - Original Motion Picture Soundtrack and Other Stuff (18 juli 1989)
- Off The Deep End (14 april 1992)
- Alapalooza (5 oktober 1993)
- Bad Hair Day (12 maart 1996)
- Running With Scissors (29 juni 1999)
- Poodle Hat (20 mei 2003)
- Straight Outta Lynwood (26 september 2006)
- Internet leaks (EP, alleen als download – 25 augustus 2009)
- Alpocalypse - (21 juni 2011)
- Mandatory Fun - (15 juli 2014)

### Compilatiealbums (internationaal)
- "Weird Al" Yankovic's Greatest Hits (18 oktober 1988)
- The Food Album (22 juni 1993)
- Permanent Record: Al in the Box (27 september 1994)
- Greatest Hits Volume II (25 oktober 1994)
- The TV Album (7 november 1995)
- The Essential "Weird Al" Yankovic (27 oktober 2009)

### Parodieën
- Achy Breaky Song (Achy Breaky Heart (Billy Ray Cyrus))
- Addicted To Spuds (Addicted To Love (Robert Palmer))
- Alimony (Mony Mony (Tommy Page and the Shondells en Billy Idol))
- Amish Paradise (Gangsta's Paradise (Coolio))
- Another One Rides The Bus (Another One Bites The Dust (Queen))
- Another Tattoo (Nothin' on you (B.o.B. feat. Bruno Mars))
- Bedrock Anthem (Under The Bridge / Give It Away (Red Hot Chili Peppers))
- The Brady Bunch (The Safety Dance (Men Without Hats))
- Canadian Idiot (American Idiot (Green Day))
- Cavity Search (Hold Me, Thrill Me, Kiss Me, Kill Me (U2))
- A Complicated song (Complicated (Avril Lavigne))
- Confessions Part III (Confessions Part II (Usher))
- Couch Potato (Lose Yourself (Eminem))
- Do I Creep You Out (Do I Make You Proud (Taylor Hicks))
- Eat It (Beat It (Michael Jackson))
- eBay (I Want It That Way (Backstreet Boys))
- Fat (Bad (Michael Jackson))
- Foil (Royals (Lorde))
- Girls Just Want To Have Lunch (Girls Just Want To Have Fun (Cyndi Lauper))
- Grapefruit Diet (Zoot Suit Riot (Cherry Poppin' Daddies))
- Gump (Lump (The Presidents of the United States of America))
- Headline News (Mmm Mmm Mmm Mmm (Crash Test Dummies))
- Here's Johnny (Who's Johnny? (El DeBarge))
- I Can't Watch This (U Can't Touch This (MC Hammer))
- I Lost On Jeopardy (Jeopardy (The Greg Kihn Band))
- I Love Rocky Road (I Love Rock 'n Roll (Joan Jett & The Blackhearts))
- I Think I'm A Clone Now (I Think We're Alone Now (Tiffany))
- I Want A New Duck (I Want A New Drug (Huey Lewis & The News))
- Isle Thing (Wild Thing (Tone Loc))
- It's All About The Pentiums (It's All About The Benjamins (Puff Daddy))
- Jerry Springer (One Week (Barenaked Ladies))
- Jurassic Park (MacArthur Park (Richard Harris))
- King Of Suede (King Of Pain (The Police))
- Lasagna (La Bamba (Los Lobos))
- Like A Surgeon (Like A Virgin (Madonna))
- Livin' In The Fridge (Livin' On The Edge (Aerosmith))
- Living With A Hernia (Living In America (James Brown))
- Money For Nothing/Beverly Hillbillies (Money For Nothing (Dire Straits)) / Theme From The Beverly Hillbillies (Flatt & Scruggs))
- My Bologna (My Sharona (The Knack))
- Ode To a Superhero (Piano Man (Billy Joel))
- Party in the CIA (Party in the USA (Miley Cyrus))
- Perform this Way (Born This Way (Lady Gaga))
- Phony Calls (Waterfalls (TLC))
- The Plumbing Song (Baby Don't Forget My Number / Blame It On The Rain (Milli Vanilli))
- Pretty Fly For A Jedi (Pretty Fly (For A White Guy) (The Offspring))
- Pretty Fly For A Rabbi (Pretty Fly (For A White Guy) (The Offspring))
- Ricky (Mickey (Toni Basil))
- The Saga Begins (American Pie (Don McLean))
- She Drives Like Crazy (She Drives Me Crazy (Fine Young Cannibals))
- Smells Like Nirvana (Smells Like Teen Spirit (Nirvana))
- Spam (Stand (R.E.M.))
- Stop Draggin' My Car Around (Stop Draggin' My Heart Around (Stevie Nicks w/ Tom Petty))
- Syndicated Inc. (Misery (Soul Asylum))
- Taco Grande (Rico Suave (Gerardo))
- Tacky (Happy (Pharrell Williams))
- Theme From Rocky XIII (Eye of the Tiger (Survivor))
- (This Song's Just) Six Words Long (Got My Mind Set on You) (George Harrison))
- TMZ (You belong with me (Taylor Swift))
- Toothless People (Ruthless People (Mick Jagger))
- Trapped In The Drive-Thru (Trapped In The Closet (R. Kelly))
- Trash Day (Hot in Herre (Nelly))
- The White Stuff (You Got It (The Right Stuff) (New Kids On The Block))
- White & Nerdy (Ridin' (Chamillionaire ft. Krayzie Bone))
- Whatever You Like (Whatever You Like (T.I.))
- Word Crimes (Robin Thicke (Blurred Lines ft. T.I., Pharrell)
- Yoda (Lola (The Kinks))
- You're Pitiful (You're Beautiful (James Blunt))

### Stijlparodieën
- Albuquerque (Dick's Automotive (The Rugburns))
- Bob (Bob Dylan)
- Buy Me a Condo (Bob Marley)
- Cable TV (Randy Newman)
- Callin' In Sick (Nirvana)
- Close But No Cigar (Cake)
- CNR (The White Stripes)
- Craigslist (The Doors)
- Dare to Be Stupid (Big Mess (Devo))
- Dog Eat Dog (And She Was (Talking Heads))
- Don't Wear Those Shoes (The Kinks (Father Christmas))
- Everything You Know Is Wrong (They Might Be Giants)
- Frank's 2000" TV (R.E.M.)
- Genius In France (Frank Zappa)
- Germs (Nine Inch Nails)
- Good Old Days (Only One (James Taylor)
- Happy Birthday (The Funky Western Civilization (Tonio K.))
- I Remember Larry (Billy Joel)
- I Was Only Kidding (h-a-t-r-e-d (Tonio K.))
- If that isn't love (Hanson)
- I'll Sue Ya (Rage Against the Machine)
- I'm So Sick Of You (Elvis Costello)
- Mr. Frump In The Iron Lung (Alice's Restaurant (Arlo Guthrie))
- Mr. Popeil (Private Idaho (The B-52's))
- One Of Those Days (Ducks on the Wall (The Kinks))
- Pancreas (Brian Wilson)
- Party At The Leper Colony (Not Fade Away (Buddy Holly))
- Ringtone (Queen)
- Slime Creatures From Outer Space (Hyperactive (Thomas Dolby))
- Skipper Dan (Weezer)
- Stop Forwarding That Crap to Me (Jim Steinman)
- Talk Soup (Sledgehammer (Peter Gabriel))
- That Boy Could Dance (The Kinks)
- The Biggest Ball of Twine in Minnesota (30,000 Pounds of Bananas (Harry Chapin))
- The Night Santa Went Crazy (Black Gold (Soul Asylum))
- Traffic Jam (Let's Go Crazy (Prince))
- Trigger Happy (Beach Boys)
- Truck Drivin' Song (Johnny Cash)
- Twister (No Sleep till Brooklyn (Beastie Boys)
- Velvet Elvis (The Police)
- Virus Alert (Sparks)
- Waffle King (Sledgehammer (Peter Gabriel)
- Wanna B Ur Lovr (Peaches & Cream (Beck))
- When I Was Your Age (Dirty Laundry (Don Henley))
- Why Does This Always Happen To Me? (Ben Folds Five)
- You Make Me (Grey Matter (Oingo Boingo))
- Young, Dumb And Ugly (AC/DC)
- Your Horoscope for Today (Reel Big Fish)

### Polka's
- Polkas on 45 (1984; Stars on 45-Medley)
  - Jocko Homo (Devo)
  - Smoke On The Water (Deep Purple)
  - Sex (I'm A...) (Berlin)
  - Hey Jude (The Beatles)
  - L.A. Woman (The Doors)
  - In-A-Gadda-Da-Vida (Iron Butterfly)
  - Hey Joe (Jimi Hendrix)
  - Burning Down The House (Talking Heads)
  - Hot Blooded (Foreigner)
  - Bubbles In The Wine (Lawrence Welk)
  - Every Breath You Take (The Police)
  - Should I Stay Or Should I Go? (The Clash)
  - Jumpin' Jack Flash (The Rolling Stones)
  - My Generation (The Who)

- Hooked on Polkas (1985)
  - 12th Street Rag (Pee Wee Hunt)
  - State of Shock (The Jacksons w/ Mick Jagger)
  - Sharp Dressed Man (ZZ Top)
  - What's Love Got To Do With It? (Tina Turner)
  - Method Of Modern Love (Hall & Oates)
  - Owner Of A Lonely Heart (Yes)
  - We're Not Gonna Take It (Twisted Sister)
  - 99 Luftballons (Nena)
  - Footloose (Kenny Loggins)
  - The Reflex (Duran Duran)
  - Metal Health (Bang Your Head) (Quiet Riot)
  - Relax (Frankie Goes to Hollywood)

- Polka Party! (1986)
  - Sledgehammer (Peter Gabriel)
  - Sussudio (Phil Collins)
  - Party All The Time (Eddie Murphy)
  - Say you, say me (Lionel Richie)
  - Freeway Of Love (Aretha Franklin)
  - What You Need (INXS)
  - Harlem Shuffle (The Rolling Stones)
  - Venus (Shocking Blue)
  - Nasty (Janet Jackson)
  - Rock Me Amadeus (Falco)
  - Shout (Tears For Fears)
  - Papa Don't Preach (Madonna)

- Hot Rocks Polka (1989)
  - It's Only Rock 'n Roll (But I Like It) (The Rolling Stones)
  - Brown Sugar (The Rolling Stones)
  - You Can't Always Get What You Want (The Rolling Stones)
  - Honky Tonk Women (The Rolling Stones)
  - Under My Thumb (The Rolling Stones)
  - Ruby Tuesday (The Rolling Stones)
  - Miss You (The Rolling Stones)
  - Sympathy for the Devil (The Rolling Stones)
  - Get Off of My Cloud (The Rolling Stones)
  - Shattered (The Rolling Stones)
  - Let's Spend the Night Together (The Rolling Stones)
  - (I Can't Get No) Satisfaction (The Rolling Stones)

- Polka Your Eyes Out (1992)
  - Cradle Of Love (Billy Idol)
  - Tom's Diner (Suzanne Vega)
  - Love Shack (The B-52's)
  - Pump Up The Jam (Technotronic)
  - Losing My Religion (R.E.M.)
  - Unbelievable (EMF)
  - Do Me! (Bell Biv DeVoe)
  - Enter Sandman (Metallica)
  - The Humpty Dance (Digital Underground)
  - Cherry Pie (Warrant)
  - Miss You Much (Janet Jackson)
  - I Touch Myself (Divinyls)
  - Dr. Feelgood (Mötley Crüe)
  - Ice Ice Baby (Vanilla Ice)

- Bohemian Polka (1993)
  - Bohemian Rhapsody (Queen)

- The Alternative Polka (1996)
  - Loser (Beck)
  - Sex Type Thing (Stone Temple Pilots)
  - All I Wanna Do (Sheryl Crow)
  - Closer (Nine Inch Nails)
  - Bang and Blame (R.E.M.)
  - You Oughta Know (Alanis Morissette)
  - Bullet with Butterfly Wings (Smashing Pumpkins)
  - My Friends (Red Hot Chili Peppers)
  - I'll Stick Around (Foo Fighters)
  - Black Hole Sun (Soundgarden)
  - Basket Case (Green Day)

- Polka Power (1999)
  - Wannabe (Spice Girls)
  - Flagpole Sitta (Harvey Danger)
  - Ghetto Supastar (That Is What You Are) (Pras Michel w/ Ol' Dirty Bastard & Mýa)
  - Everybody (Backstreet's Back) (Backstreet Boys)
  - Walkin' On The Sun (Smash Mouth)
  - Intergalactic (Beastie Boys)
  - Tubthumping (Chumbawamba)
  - Ray Of Light (Madonna)
  - Push (Matchbox 20)
  - Semi-Charmed Life (Third Eye Blind)
  - The Dope Show (Marilyn Manson)
  - Mmmbop (Hanson)
  - Sex and Candy (Marcy Playground)
  - Closing Time (Semisonic)

- Angry White Boy Polka (2003)
  - Last Resort (Papa Roach)
  - Chop Suey! (System of a Down)
  - Get Free (The Vines)
  - Hate to Say I Told You So (The Hives)
  - Fell in Love with a Girl (The White Stripes)
  - Last Nite (The Strokes)
  - Down With the Sickness (Disturbed)
  - Renegades of Funk (Rage Against the Machine)
  - My Way (Limp Bizkit)
  - Outside (Staind)
  - Bawitdaba (Kid Rock)
  - Youth of the Nation (P.O.D.)
  - The Real Slim Shady (Eminem)

- Polkarama (2006)
  - The Chicken Dance (De Vogeltjesdans, o.a. De Electronica’s)
  - Let's Get It Started (The Black Eyed Peas)
  - Take Me Out (Franz Ferdinand)
  - Beverly Hills (Weezer)
  - Speed Of Sound (Coldplay)
  - Float On (Modest Mouse)
  - Feel Good Inc. (Gorillaz)
  - Don't Cha (Pussycat Dolls)
  - Somebody Told Me (The Killers)
  - Slither (Velvet Revolver)
  - Candy Shop (50 Cent)
  - Drop It Like It's Hot (Snoop Dogg)
  - Pon De Replay (Rihanna)
  - Gold Digger (Kanye West)

- Polka Face (2011)
  - Liechtensteiner Polka
  - Poker Face (Lady Gaga)
  - Womanizer (Britney Spears)
  - Right Round (Flo Rida featuring Kesha)
  - Day 'n' Nite (Kid Cudi)
  - Need You Now (Lady Antebellum)
  - Baby (Justin Bieber featuring Ludacris)
  - So What (P!nk)
  - I Kissed a Girl (Katy Perry)
  - Fireflies (Owl City)
  - Blame It (Jamie Foxx w/ T-Pain)
  - Replay (Iyaz)
  - Down (Jay Sean featuring Lil Wayne)
  - Break Your Heart (Taio Cruz featuring Ludacris)
  - The Tick Tock Polka (Frankie Yankovic)
  - Tik Tok (Kesha)
  - Poker Face (Lady Gaga)
  - Whatever's Left Over Polka

- NOW That's What I Call Polka! (2014)
  - Too Fat Polka (Arthur Godfrey)
  - Wrecking Ball (Miley Cyrus)
  - Pumped Up Kicks (Foster the People)
  - Best Song Ever (One Direction)
  - Gangnam Style (PSY)
  - Call Me Maybe (Carly Rae Jepsen)
  - Scream & Shout (will.i.am feat. Britney Spears)
  - Somebody That I Used to Know (Gotye feat. Kimbra)
  - Timber (Pitbull feat. Kesha)
  - Sexy and I Know It (LMFAO)
  - Thrift Shop (Macklemore & Ryan Lewis feat. Wanz)
  - Get Lucky (Daft Punk)
  - Mandatory Polka

### Speciale projecten
- Peter And The Wolf / Carnival of the Animals, Part II (met Wendy Carlos) (4 oktober 1988)
- Babalu Music! (22 oktober 1991)
- Soundtrack van Pokémon: The Movie 2000 (18 juli 2000): Polkamon
- Dog Train (2005) – een kinderboek/-cd van Sandra Boynton (Yankovic in duet met Kate Winslet in I Need a Nap)
- Soundtrack van de komedie Spy Hard (1996)
- Epic Rap Battles of History – Isaac Newton vs Bill Nye (16 juni 2014, als Isaac Newton)

## Videografie
- The Compleat Al (augustus 1985)
- UHF (21 juli 1989)
- The "Weird Al" Yankovic Video Library (mei 1992)
- Alapalooza: The Videos (december 1993)
- "Weird Al" Yankovic: The Ultimate Collection (1993)
- Bad Hair Day: The Videos (juni 1996)
- "Weird Al" Yankovic: The Videos (januari 1998)
- "Weird Al" Yankovic Live! (23 november 1999)
- "Weird Al" Yankovic: The Ultimate Video Collection (3 november 2003)

### Filmoptredens
- Tapeheads (1988)
- The Naked Gun: From the Files of Police Squad! (1988)
- The Naked Gun 2½: The Smell of Fear (1991)
- Naked Gun 33⅓: The Final Insult (1994)
- Spy Hard (1996)
- Safety Patrol (1997)
- Nothing Sacred (1998)
- Desperation Boulevard (2002)
- Haunted Lighthouse (2003)
- Nerdcore Rising (2008)
- Halloween II (2009)
- Phineas and Ferb the Movie: Candace Againts the Universe (2020, stem)
- LEGO Star Wars Summer Vacation (2022, stem)
- The Naked Gun (2025)

### Televisieoptredens
- The Weird Al Show (1997)
- The Grim Adventures of Billy & Mandy (2001, stem)
- Lilo & Stitch: The Series (2003, stem)
- The Simpsons (2003-2008, stem)
- Batman: The Brave and the Bold (2008, in geanimeerde vorm)
- How I Met Your Mother (2011)
- Adventure Time (2011-2016, stem)
- My Little Pony: Vriendschap is betoverend (2014, stem)
- Gravity Falls (2015, stem)
- BoJack Horseman (2016, stem)
- Milo Murphy's Wet (2016-2019, stem)

## Afbeeldingen

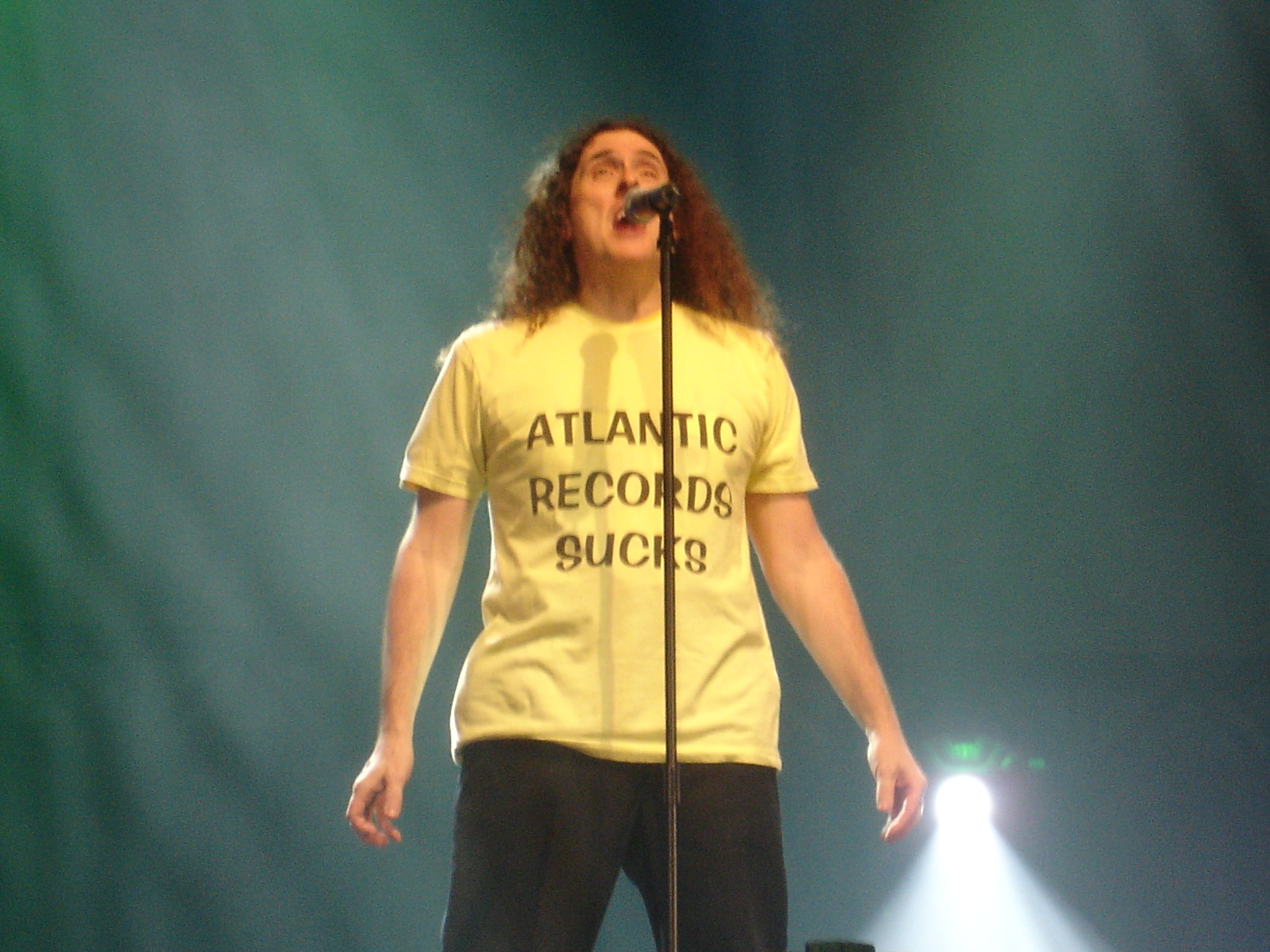
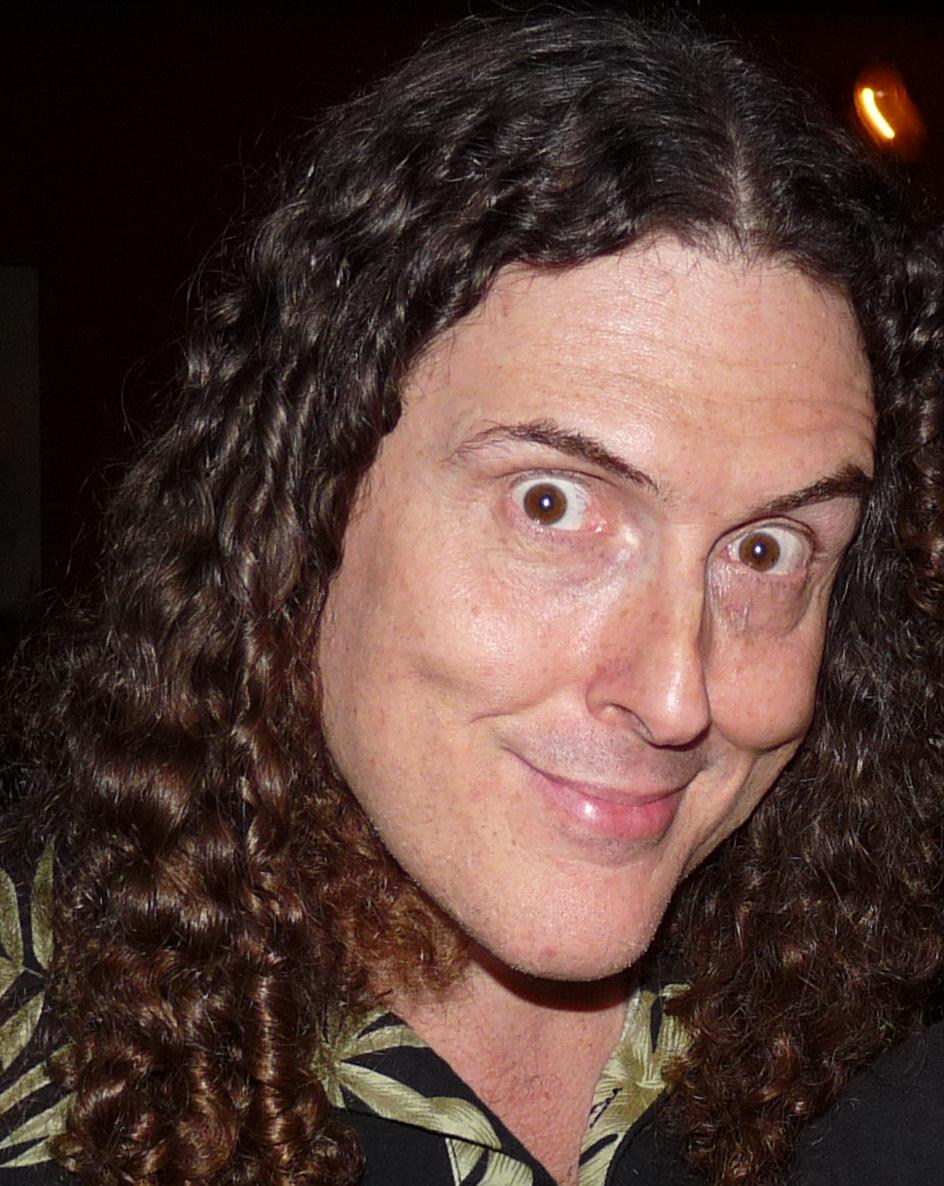
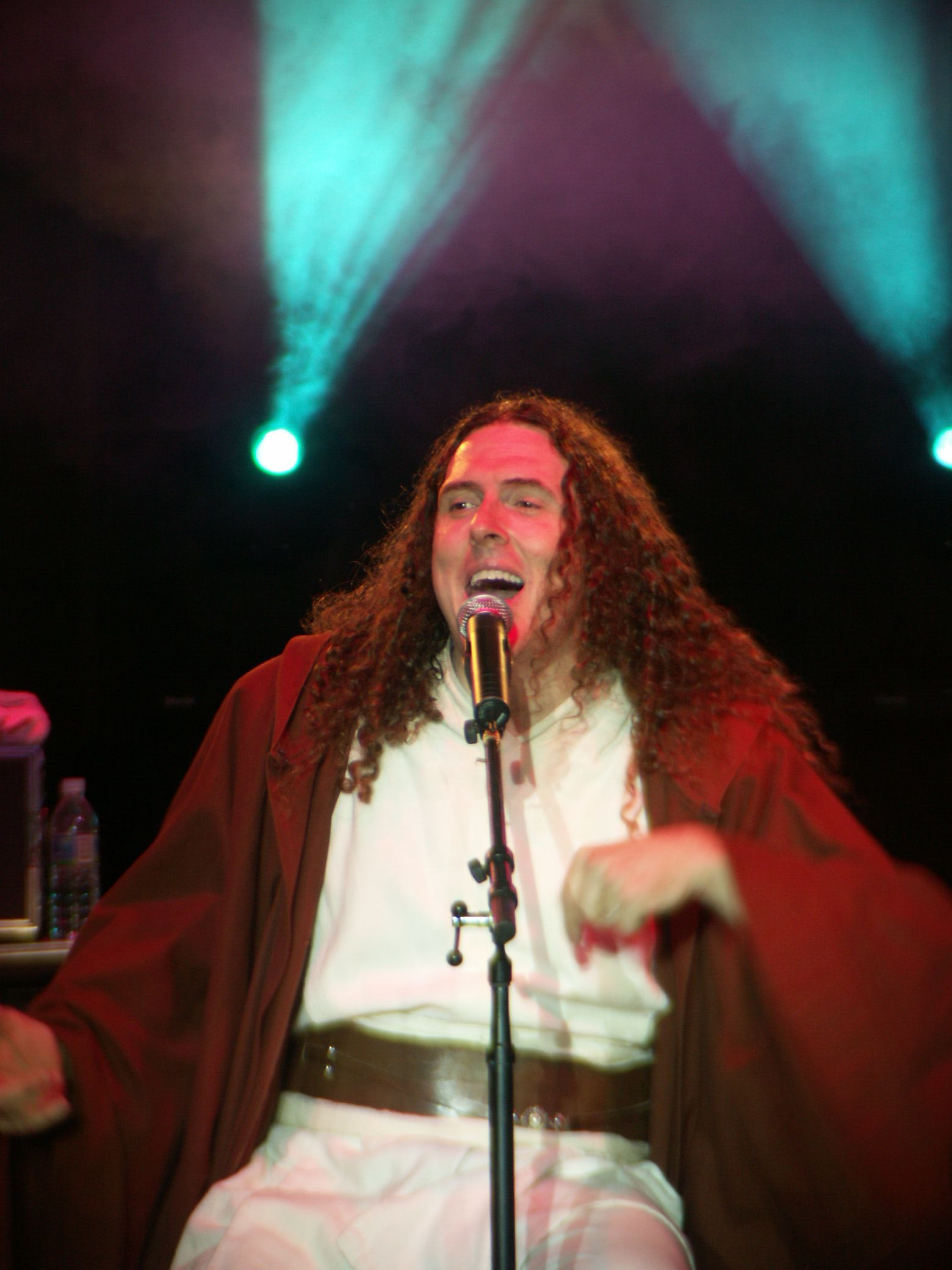